# Rue Chabaud
La rue Chabaud est une rue de la commune de Reims, dans le département de la Marne, en région Grand Est.

## Situation et accès
La rue Chabaud est comprise entre la rue de Vesle et la rue Boulard. La rue appartient administrativement au quartier Centre-ville de Reims.

## Origine du nom
Cette rue a été baptisée en 1881 en l’honneur du médecin de l’Hôtel-Dieu, Jean René Isidore Chabaud (1782-1839), décédé au cours d’une épidémie de typhus ainsi que deux religieuses. Jean René Isidore Chabaud est né à Boult-sur-Suippe (Marne) le 29 juillet 1782, mort à Reims, 68, rue du Bourg-Saint-Denis, le 1er décembre 1839.
Jean René Isidore Chabaud repose au cimetière du Nord.

## Historique
Cette rue, bien que dénommée en 1881, existait déjà sous ce nom en 1876. Elle fut percée en 1864 à travers le Grand-Jard et on y réunit la rue des Poissonniers-prolongée qui lui donnait un débouché sur la rue de Vesle.

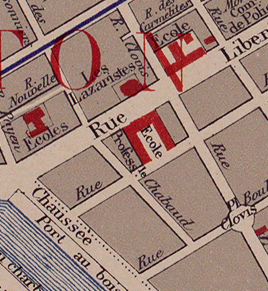
La rue Chabaud en 1898 avec le Lycée Libergier (école professionnelle).

## Bâtiments remarquables et lieux de mémoire
- Au n°31, plaque mémorielle en l'honneur du Docteur Lucien Charles Bettinger mort en déportation le 2 février 1945 au camp de Dachau.
- Au carrefour de la rue Chabaud (côté pair) et de la rue Libergier, pochoir « Eddy Merckx de KUSEK » sur armoire de signalisation.

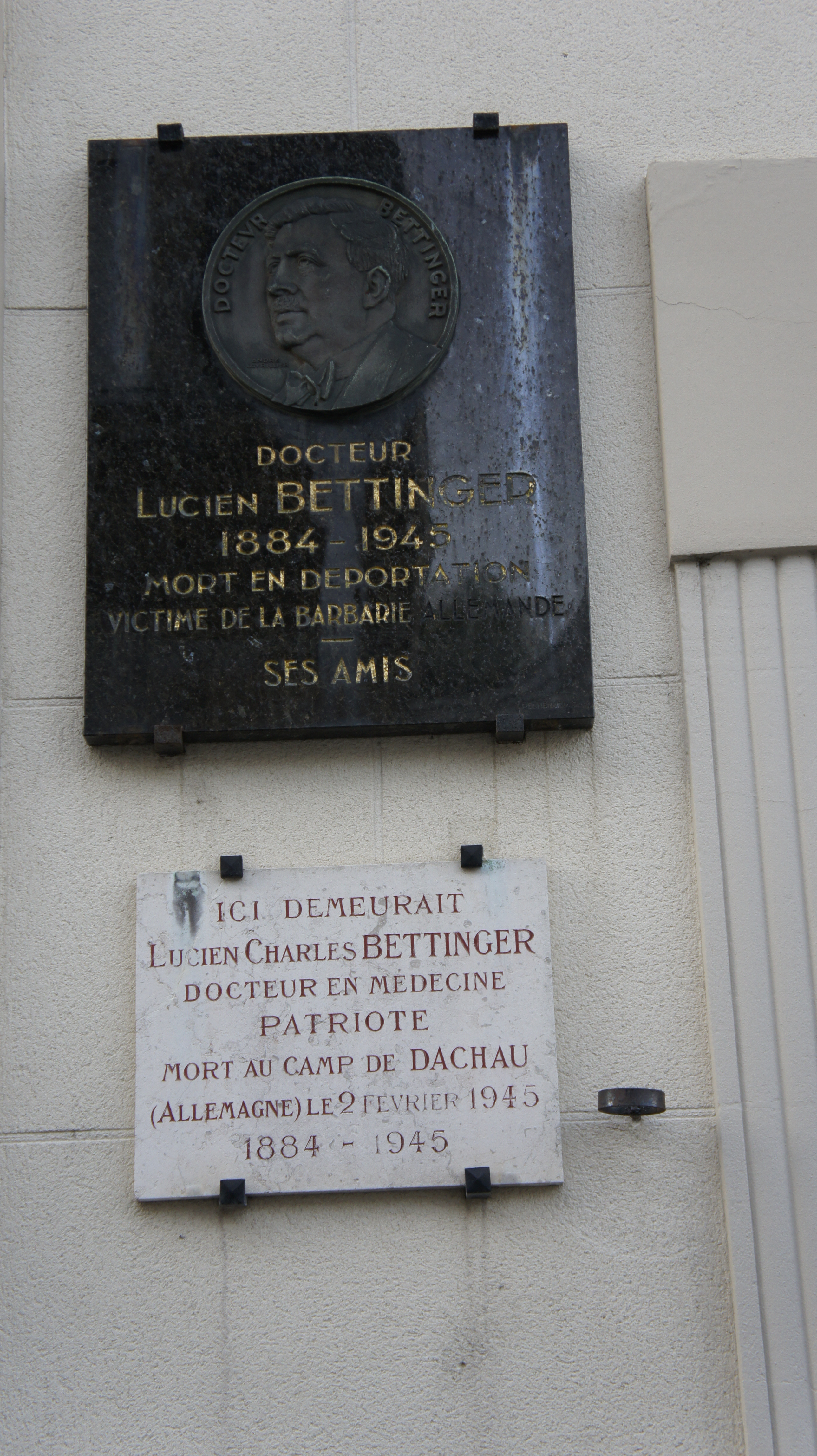
Lucien Bettinger habitait cette rue, mort en déportation.

- Au carrefour de la rue Chabaud (côté pair) et de la rue Libergier, pochoir (à compléter ??).